# بنایی سنگی

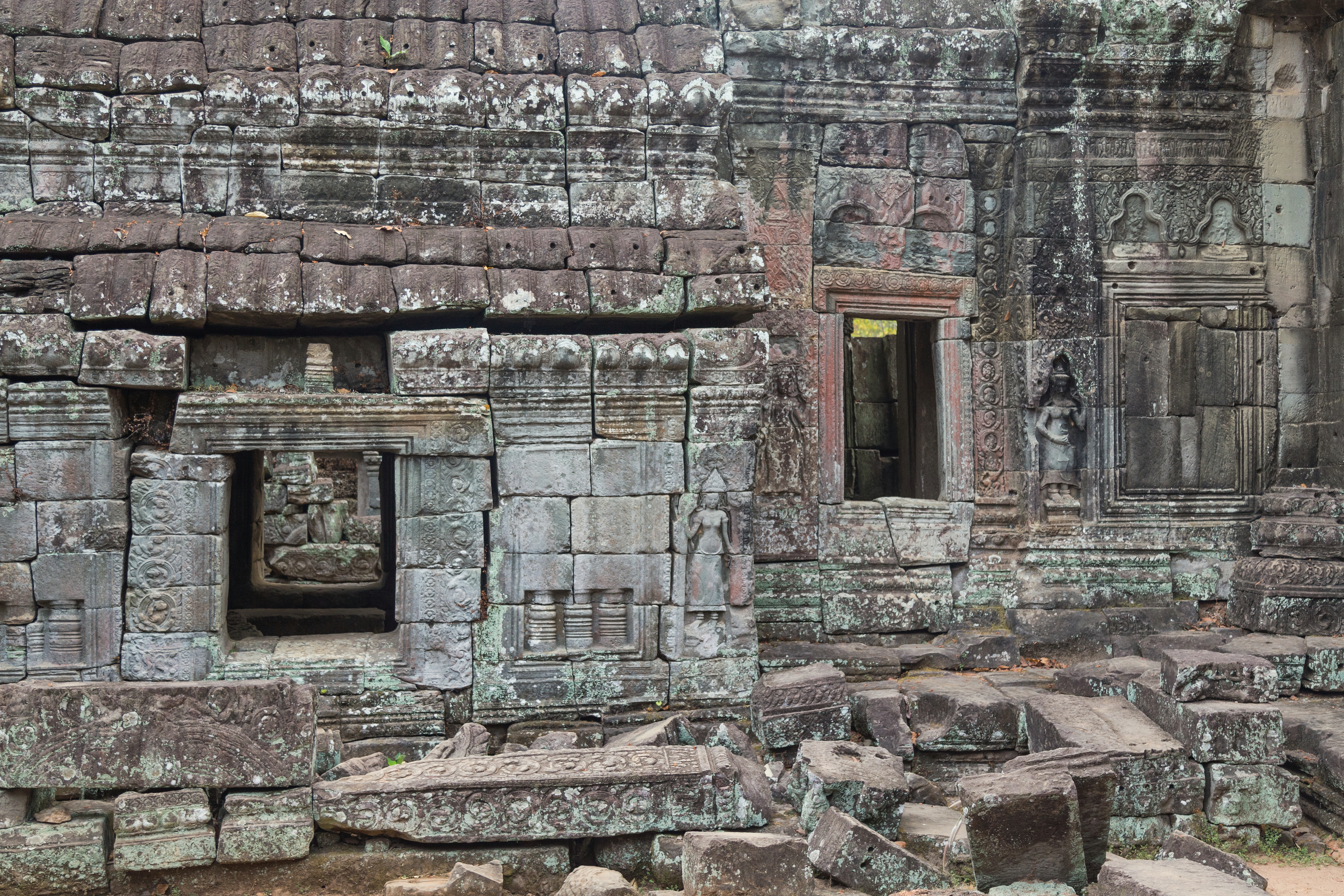
بنایی سنگی قرن ۱۲ میلادی، در انگکور وات

بنایی سنگی (به انگلیسی: Stonemasonry یا Stonecraft) به ایجاد ساختمان‌ها، سازه‌ها و مجسمه‌ها با استفاده از سنگ به عنوان ماده اولیه گفته می‌شود. بنایی سنگی حرفۀ شکل دادن و چیدمان سنگ‌ها، اغلب همراه با ملات و حتی ملات باستانی آهک برای ساخت دیوار یا پوشاندن سازه‌های شکل‌یافته است.
به کسی که در این رشته تخصص دارد، بنای سنگ‌کار یا سنگ‌تراش (به انگلیسی: banker mason) گفته می‌شود. بنایی سنگ یکی از قدیمی‌ترین فعالیت‌ها و حرفه‌های تاریخ بشر است. ابزارها، روش‌ها و مهارت‌های پایۀ سنگ‌کاران هزاران سال است که به عنوان یک حرفه وجود داشته است. بسیاری از سرپناه‌ها، معابد، یادمان‌ها، دست‌ساخته‌ها، استحکامات، جاده‌ها، پل‌ها و کلیت برخی شهرهای باستانی دارای قدمت طولانی از سنگ ساخته شده‌اند. از گوبکلی‌تپه، اهرام مصر، تاج محل، دیوار اینکایی کوسکو، طاق‌بستان، مجسمه‌های جزیرۀ ایستر، انگکور وات، بوروبودور، تیاهواناکو، تنوچتیتلان، تخت جمشید، پارتنون، استون‌هنج، دیوار بزرگ چین، اهرام آمریکای مرکزی، کلیسای جامع شارتر و استاری موست می توان به عنوان برخی از آثار معروف بنایی سنگی یاد کرد.
اگرچه سنگ به‌طور سنتی مصالح مهم بود، در دوران مدرن جای خود را به آجر و بتن مسلح‌شده با فولاد داد و از کاربرد خارج شد. این در حالی بود که سنگ نسبت به بتن مزایایی داشت؛ ازجمله اینکه: (۱) بسیاری از انواع سنگ از نظر فشاری قوی‌تر از بتن هستند؛ (۲) سنگ برای تولید انرژی بسیار کمتری مصرف می‌کند و از این رو عمل آوردن آن نسبت به آجر یا بتن دی‌اکسید کربن کمتری منتشر می‌کند؛ و (۳) سنگ از نظر زیبایی‌شناسی خوشایند و مقبول دانسته می‌شود، در حالی که بتن اغلب باید رنگ‌آمیزی یا روکش بشود. بنایی سنگی مدرن در حال اختراع مجدد خود برای اتوماسیون، ساخت سنگ باربر مدرن، تکنیک های نوآورانۀ تقویت و ادغام با سایر مواد پایدار مانند چوب است.

## رشته‌های بنایی سنگی
1. معدنچی
2. بنای سنگ
3. نصاب سنگ
4. بنای یادبود
5. سنگ‌تراش

## تکنیک‌های بنایی سنگی کلاسیک
1. بنایی سنگ نما
2. سیستم‌های راست‌گوشه
3. بنایی طاق‌زنی
4. بنایی قلوه‌سنگ
5. خشکه‌چین
6. بنایی دیوسنگی